# Chastel-sur-Murat
Chastel-sur-Murat är en kommun i departementet Cantal i regionen Auvergne-Rhône-Alpes i mitten av Frankrike. Kommunen ligger  i kantonen Murat som ligger i arrondissementet Saint-Flour. År 2018 hade Chastel-sur-Murat 110 invånare.

## Befolkningsutveckling
Antalet invånare i kommunen Chastel-sur-Murat
Referens:INSEE